# Selección de voleibol de Rusia
La selección de voleibol de Rusia es el equipo masculino representativo de voleibol de Rusia en las competiciones internacionales organizadas por la Confederación Europea de Voleibol (CEV), la Federación Internacional de Voleibol (FIVB) o el Comité Olímpico Internacional (COI). La organización de la selección está a cargo de la Federación rusa de Voleibol (Всероссийская федерация волейбола - Vserossijskaya Federatsiya Volejbola)

## Historia
Anteriormente representante el equipo de la Unión Soviética (hasta el 1991) de la cual es reconocida como sucersora por la FIVB, el equipo desde el 1993 representa a Rusia sin por eso abandonar la tradición ganadora del equipo soviético.
A partir de su institución se califica por todas las competiciones europeas e internacionales; en los Juegos olímpico ha llegado hasta la semifinal en las primeras cinco ediciones disputadas (1996-2012), llevándose dos medallas de bronce, una de plata y en los  Juegos Olímpicos de Londres 2012 la medalla de oro, derrotando a Brasil en una final épica terminada 3-2 en el tie break, remontando desde 0-2.
Ha ganado por tres veces la Liga Mundial (en 2002, 2011 y 2013) clasificándose regularmente en las primeras tres posiciones y en el Campeonato del Mundo su mejor resultado es el subcampeonato obtenido en la edición de  Argentina 2002 cuando es derrotada por 3-2 en la final por el Brasil de Bernardinho. En la Eurocopa tras tres subcampeonatos y tres medallas de bronce, el 29 de septiembre, consigue su primer título derrotando a Italia por 3-1.

## Historial
| \| - Tokío 1964: No existía[6] - México 1968: No existía[6] - Múnich 1972: No existía[6] - Montreal 1976: No existía[6] \| - Moscú 1980: No existía[6] - Los Ángeles 1984: No existía[6] - Seúl 1988: No existía[6] - Barcelona 1992: No existía[6] \| - Atlanta 1996: 4° - Sídney 2000: Plata - Atenas 2004: Bronce - Pekín 2008: Bronce \| - Londres 2012: Oro - Río de Janeiro 2016: 4° - Tokio 2020: Plata \| | |                                                                                    |                                                                   |
| - Tokío 1964: No existía - México 1968: No existía - Múnich 1972: No existía - Montreal 1976: No existía | - Moscú 1980: No existía - Los Ángeles 1984: No existía - Seúl 1988: No existía - Barcelona 1992: No existía | - Atlanta 1996: 4° - Sídney 2000: Plata - Atenas 2004: Bronce - Pekín 2008: Bronce | - Londres 2012: Oro - Río de Janeiro 2016: 4° - Tokio 2020: Plata |

| \| - 1949: No existía[6] - 1952: No existía[6] - 1956: No existía[6] - 1960: No existía[6] - 1962: No existía[6] \| - 1966: No existía[6] - 1970: No existía[6] - 1974: No existía[6] - 1978: No existía[6] - 1982: No existía[6] \| - 1986: No existía[6] - 1990: No existía[6] - 1994: 4° - 1998: 5° - 2002: 2° \| - 2006: 7° - 2010: 5° - 2014: 5° - 2018: \| |                                                                                                |                                                                        |                                          |
| - 1949: No existía - 1952: No existía - 1956: No existía - 1960: No existía - 1962: No existía | - 1966: No existía - 1970: No existía - 1974: No existía - 1978: No existía - 1982: No existía | - 1986: No existía - 1990: No existía - 1994: 4° - 1998: 5° - 2002: 2° | - 2006: 7° - 2010: 5° - 2014: 5° - 2018: |

| \| - 1990: No existía[6] - 1991: No existía[6] - 1992: No existía[6] - 1993: 2° - 1994: 6° - 1995: 4° - 1996: 3° \| - 1997: 3° - 1998: 2° - 1999: 4° - 2000: 2° - 2001: 3° - 2002: Campeón - 2003: 7° \| - 2004: No clasificada - 2005: No clasificada - 2006: 3° - 2007: 2° - 2008: 3° - 2009: 3° - 2010: 2° \| - 2011: Campeón - 2012: 8° - 2013: Campeón - 2014: 5° - 2015: 8° - 2016: 7° \| |                                                                                   | |                                                                             |
| - 1990: No existía - 1991: No existía - 1992: No existía - 1993: 2° - 1994: 6° - 1995: 4° - 1996: 3° | - 1997: 3° - 1998: 2° - 1999: 4° - 2000: 2° - 2001: 3° - 2002: Campeón - 2003: 7° | - 2004: No clasificada - 2005: No clasificada - 2006: 3° - 2007: 2° - 2008: 3° - 2009: 3° - 2010: 2° | - 2011: Campeón - 2012: 8° - 2013: Campeón - 2014: 5° - 2015: 8° - 2016: 7° |

| \| - 1948: No existía[6] - 1950: No existía[6] - 1951: No existía[6] - 1955: No existía[6] - 1958: No existía[6] - 1963: No existía[6] - 1967: No existía[6] - 1971: No existía[6] \| - 1975: No existía[6] - 1977: No existía[6] - 1979: No existía[6] - 1981: No existía[6] - 1983: No existía[6] - 1985: No existía[6] - 1987: No existía[6] - 1989: No existía[6] \| - 1991: No existía[6] - 1993: 3° - 1995: 5° - 1997: 5° - 1999: 2° - 2001: 3° - 2003: 3° - / 2005: 2° \| - 2007: 2° - 2009: 4° - / 2011: 4° - / 2013: Campeón - / 2015: 6° \| | |                                                                                                   |                                                                   |
| - 1948: No existía - 1950: No existía - 1951: No existía - 1955: No existía - 1958: No existía - 1963: No existía - 1967: No existía - 1971: No existía | - 1975: No existía - 1977: No existía - 1979: No existía - 1981: No existía - 1983: No existía - 1985: No existía - 1987: No existía - 1989: No existía | - 1991: No existía - 1993: 3° - 1995: 5° - 1997: 5° - 1999: 2° - 2001: 3° - 2003: 3° - / 2005: 2° | - 2007: 2° - 2009: 4° - / 2011: 4° - / 2013: Campeón - / 2015: 6° |

| \| - 1965: No existía[6] - 1969: No existía[6] - 1977: No existía[6] - 1981: No existía[6] \| - 1985: No existía[6] - 1989: No existía[6] - 1991: No existía[6] - 1995: No clasificada \| - 1999: Campeón - 2003: No clasificada - 2007: 2° - 2011: Campeón \| - 2015: 4° \| |                                                                                 |                                                                   |            |
| - 1965: No existía - 1969: No existía - 1977: No existía - 1981: No existía | - 1985: No existía - 1989: No existía - 1991: No existía - 1995: No clasificada | - 1999: Campeón - 2003: No clasificada - 2007: 2° - 2011: Campeón | - 2015: 4° |

## Medallero
Actualizado después del [2021] Se contabiliza a Rusia como heredera de la Urss]
| Competición        | Oro | Plata | Bronce | Total |
| ------------------ | --- | ----- | ------ | ----- |
| Juegos Olímpicos   | 4   | 1     | 2      | 7     |
| Campeonato Mundial | 6   | 1     | 0      | 7     |
| Campeonato Europeo | 1   | 3     | 3      | 7     |
| Liga Mundial       | 2   | 4     | 6      | 12    |
| Copa Mundial       | 2   | 1     | 0      | 3     |
| Total              | 15  | 10    | 11     | 36    |